# Lars Svensson
Lars Gunnar Georg Svensson (30 marzo 1941) è un ornitologo svedese.
Vanta diverse pubblicazioni scientifiche di fama internazionale, soprattutto sull'identificazione degli uccelli, ed è per lo più specializzato nello studio dei Passeriformi.
Fa permanentemente parte sia del Comitato Tassonomico svedese che di quello inglese. Ha costituito, in seno alla Società Ornitologica Svedese, il primo Comitato svedese per le specie rare, di cui è stato presidente dal 1971 al 1986.
Lungo il corso degli anni '80, assieme agli illustratori naturalistici Killiam Mullarney e Dan Zetterstrom, crea una delle più onnicomprensive e valide guide da campo per il riconoscimento degli Uccelli d'Europa (oggi pubblicata anche in forma ridotta come app per dispositivi mobile).
Nel 2004 riceve dall'Università di Upsala una laurea honoris causa per i suoi validi contributi in campo ornitologico.
Nel 2008 pubblica i suoi studi sulla poco conosciuta anzi ritenuta estinta Cannaiola beccogrosso (Acrocephalus orinus) le cui analisi cambieranno drasticamente le conoscenze su questa rara specie.